# Grande Canal da China
O Grande Canal da China, conhecido também como Grande Canal Jing-Han é o canal ou rio artificial mais antigo do mundo.
No ano 604, o imperador Yang Guang da dinastia Sui deixou a capital, Chang'an (em Xian) para trasladar-se a Luoyang. Em 605, o imperador ordenou a construção de dois projetos: transferir a capital do país para Luoyang (em Henan) e escavar o Grande Canal entre Pequim e Hancheu.
Tardou-se seis anos para construir o canal, unindo todos os canais que se encontravam em seu curso e ligando o rio Amarelo ao Haihe, ao Huai, ao Yangzi e ao Qiantangjiang. O grande canal se inicia em Pequim e termina ao sul de Hancheu (Zhejiang). Seu comprimento total é de 1.794 quilômetros, sendo o mais extenso do mundo. Além do município de Pequim, cruza por Tianjin, Hebei, Shandong, Jiangsu e Zhejiang. Depois de deixar Hancheu, o canal rodeia o lago Tai, dirigindo seu curso até a cidade de Sucheu. Entre Sucheu e Jingjiang, a parte sul de canal, ele é atravessado por cinco pontes de pedra e em suas margens encontram-se numerosos arcos comemorativos em forma de pagodas.
Na zona central, a corrente é forte e dificulta as viagens para o norte. Esta parte do canal tem vários lagos e está alimentada pelas águas do Yangzi. As terras situadas à oeste do canal estão à maior altura que as situadas à leste. Por isso estas duas porções de terra são conhecidas como Shanghe (em cima do rio) e Xiahe (debaixo do rio).
A parte norte é a mais larga de todo o canal. Se estende desde o antigo leito do rio Amarelo até Tianjin. Na região de Shandong, o canal passa por diversas lagoas que no verão formam um lago (o Zhouyang). Ao norte deste lago está a cidade de Ziningzhou. Na parte onde o rio Amarelo cruza o canal e, segundo os antigos mapas, existia um canal seco que se utilizou até 1853.
A parte mais antiga do canal é o trecho entre o Yangzi e o rio Amarelo. Esta parte aparece em um dos livros de Confúcio, o que indica que foi construído por volta de 486 a.C. Foi reparado durante o século III a.C. A parte sul, entre Yangzi e Hancheu, foi construída em princípios do século VII a.C. Acredita-se que a parte norte foi construída entre 1280 e 1283. A parte norte do canal é pouco utilizada na atualidade, mas é uma boa ligação entre o norte e o sul. O problema é que está mal construída, esquecida e recebe lodo da bacia do rio Amarelo, o que dificulta a navegação. As zonas mais utilizadas atualmente são a parte sul e a zona central, foi construída para unificar os povos do norte e sul usando esse grande canal (pois as pessoas que iriam ajudando a construir o canal viam de norte e sul).

## UNESCO
O Grande Canal foi incluído na lista de patrimônio Mundial da UNESCO por "ser uma construção gigantesca, criando o maior e mais extenso projeto de engenharia antes da Revolução Industrial".